# 2018年のバロンドール
2018年のバロンドールは、世界各国のスポーツジャーナリストの投票によってサッカーの2018年世界年間最優秀選手を決める賞である。2018年12月3日に発表された。
ルカ・モドリッチが2位のクリスティアーノ・ロナウドに275ポイントの差を付けてバロンドールを受賞した。モドリッチはバロンドール初受賞となった。

## 概要
今回から女子バロンドールと、21歳以下の選手を対象としたコパ・トロフィーが新設された。

## 結果
結果は以下の通りとなった。

### バロンドール
| 順位 | 選手                       | 国籍         | 所属クラブ                        | ポイント |
| ---- | -------------------------- | ------------ | --------------------------------- | -------- |
| 1    | ルカ・モドリッチ           | クロアチア   | レアル・マドリード                | 753      |
| 2    | クリスティアーノ・ロナウド | ポルトガル   | レアル・マドリード / ユヴェントス | 478      |
| 3    | アントワーヌ・グリーズマン | フランス     | アトレティコ・マドリード          | 414      |
| 4    | キリアン・エムバペ         | フランス     | パリ・サンジェルマン              | 347      |
| 5    | リオネル・メッシ           | アルゼンチン | バルセロナ                        | 280      |
| 6    | モハメド・サラー           | エジプト     | リヴァプール                      | 188      |
| 7    | ラファエル・ヴァラン       | フランス     | レアル・マドリード                | 121      |
| 8    | エデン・アザール           | ベルギー     | チェルシー                        | 119      |
| 9    | ケヴィン・デ・ブライネ     | ベルギー     | マンチェスター・シティ            | 29       |
| 10   | ハリー・ケイン             | イングランド | トッテナム                        | 25       |
| 11   | エンゴロ・カンテ           | フランス     | チェルシー                        | 24       |
| 12   | ネイマール                 | ブラジル     | パリ・サンジェルマン              | 19       |
| 13   | ルイス・スアレス           | ウルグアイ   | バルセロナ                        | 17       |
| 14   | ティボ・クルトゥワ         | ベルギー     | レアル・マドリード                | 12       |
| 15   | ポール・ポグバ             | フランス     | マンチェスター・ユナイテッド      | 9        |
| 16   | セルヒオ・アグエロ         | アルゼンチン | マンチェスター・シティ            | 7        |
| 17   | ガレス・ベイル             | ウェールズ   | レアル・マドリード                | 6        |
| 17   | カリム・ベンゼマ           | フランス     | レアル・マドリード                | 6        |
| 19   | ロベルト・フィルミーノ     | ブラジル     | リヴァプール                      | 4        |
| 19   | イヴァン・ラキティッチ     | クロアチア   | バルセロナ                        | 4        |
| 19   | セルヒオ・ラモス           | スペイン     | レアル・マドリード                | 4        |
| 22   | エディンソン・カバーニ     | ウルグアイ   | パリ・サンジェルマン              | 3        |
| 22   | サディオ・マネ             | セネガル     | リヴァプール                      | 3        |
| 22   | マルセロ                   | ブラジル     | レアル・マドリード                | 3        |
| 25   | アリソン                   | ブラジル     | リヴァプール                      | 2        |
| 25   | マリオ・マンジュキッチ     | クロアチア   | ユヴェントス                      | 2        |
| 25   | ヤン・オブラク             | スロベニア   | アトレティコ・マドリード          | 2        |
| 28   | ディエゴ・ゴディン         | ウルグアイ   | アトレティコ・マドリード          | 1        |
| 29   | イスコ                     | スペイン     | レアル・マドリード                | 0        |
| 29   | ウーゴ・ロリス             | フランス     | トッテナム                        | 0        |

### 女子バロンドール
| 順位 | 選手                     | 国籍           | 所属クラブ                                  | ポイント |
| ---- | ------------------------ | -------------- | ------------------------------------------- | -------- |
| 1    | アーダ・ヘーゲルベルグ   | ノルウェー     | オリンピック・リヨン                        | 136      |
| 2    | ペルニレ・ハルダー       | デンマーク     | ヴォルフスブルク                            | 130      |
| 3    | ジェニファー・マロジャン | ドイツ         | オリンピック・リヨン                        | 86       |
| 4    | マルタ                   | ブラジル       | オーランド・プライド                        | 77       |
| 5    | サム・カー               | オーストラリア | シカゴ・レッドスターズ / パース・グローリー | 61       |
| 6    | ルーシー・ブロンズ       | イングランド   | オリンピック・リヨン                        | 51       |
| 7    | アマンディーヌ・アンリ   | フランス       | オリンピック・リヨン                        | 34       |
| 7    | ワンディ・ルナール       | フランス       | オリンピック・リヨン                        | 34       |
| 9    | ミーガン・ラピノー       | アメリカ合衆国 | シアトル・レイン                            | 30       |
| 10   | リンゼイ・ホラン         | アメリカ合衆国 | ポートランド・ソーンズ                      | 28       |
| 11   | リーケ・マルテンス       | オランダ       | バルセロナ                                  | 26       |
| 12   | 熊谷紗希                 | 日本           | オリンピック・リヨン                        | 25       |
| 13   | アメル・マイリ           | フランス       | オリンピック・リヨン                        | 9        |
| 14   | フラン・カービー         | イングランド   | チェルシー                                  | 5        |
| 15   | クリスティン・シンクレア | カナダ         | ポートランド・ソーンズ                      | 4        |

### コパ・トロフィー
| 順位 | 選手                                 | 国籍           | 所属クラブ           | ポイント |
| ---- | ------------------------------------ | -------------- | -------------------- | -------- |
| 1    | キリアン・エムバペ                   | フランス       | パリ・サンジェルマン | 110      |
| 2    | クリスチャン・プリシッチ             | アメリカ合衆国 | ドルトムント         | 31       |
| 3    | ジャスティン・クライファート         | オランダ       | ASローマ             | 18       |
| 4    | ロドリゴ                             | ブラジル       | サントス             | 12       |
| 4    | ジャンルイジ・ドンナルンマ           | イタリア       | ACミラン             | 12       |
| 6    | トレント・アレクサンダー＝アーノルド | イングランド   | リヴァプール         | 6        |
| 7    | パトリック・クトローネ               | イタリア       | ACミラン             | 5        |
| 8    | フセム・アワール                     | フランス       | オリンピック・リヨン | 4        |
| 9    | 堂安律                               | 日本           | フローニンゲン       | 0        |
| 9    | アマドゥ・ハイダラ                   | マリ           | ザルツブルク         | 0        |